# Wildboarclough
Wildboarclough – wieś w Anglii, w Cheshire. Leży 8,2 km od miasta Macclesfield, 57,8 km od miasta Chester i 230,8 km od Londynu. W 1961 roku civil parish liczyła 142 mieszkańców.